# Rhododendron anthopogon
Rhododendron anthopogon (лат.), или Рододендрон цветочнобородый (от греч. "antho" цветок и "pogon" борода), — кустарник, вид секции Pogonanthum подрода Rhododendron рода Рододендрон (Rhododendron) семейства Вересковые (Ericaceae). Рододендрон цветочнобородый является национальным символом Непала. Широко используется тибетскими ламами в качестве храмового благовония благодаря своим ароматическим качествам. В тибетских ритуальных практиках рододендрон цветочнобородый является любимым благовонием для ежедневного очищающего ритуала "Санга", когда молятся о счастье и мире Кроме того, его листья и свежие цветы используются гималайскими целителями в качестве чая для повышения пищеварения, стимуляции аппетита и лечения болезней печени. Этот рододендрон часто используется при ангине, простуде и проблемах с легкими. Эфирное масло рододендрона цветочнобородого получают путем паровой дистилляции листьев и цветущих верхушек, его аромат сладкий, цветочно-травянистый, бальзамический. Это эфирное масло традиционно используется для ухода за кожей и волосами. В гималайской ароматерапии это эфирное масло используется как стимулятор нервной системы и для лечения болей в мышцах и подагрических ревматических состояний.
Китайское название: 髯花杜鹃.

## Ботаническое описание
Вечнозелёный кустарник высотой (0,3)0,5—1(1,5) метра.
Веточки рыхлые, чешуйчатые.
Черешок листа 3-8 мм, чешуйчатый; листовая пластинка яйцевидно-эллиптическая, яйцевидная, редко округлая, (1,5)2,5—3,5(4) × 1—1,6(2,5) см; основание закруглено; верхушка тупая или округлая; верхняя поверхность тёмно-зелёная, блестящая, обычно редко чешуйчатая.
Соцветие состоит из 4—6(9) цветков. Цветоножка 0,2—0,4 см, чешуйчатая; венчик узко-трубчато-воронкообразный, розовый или желтовато-белый, внешняя поверхность не чешуйчатая; внутренняя поверхность плотно опушена; нити тычинок голые. Аромат отсутствует.
Цветение в апреле-июне. Семена созревают в июле-августе.

## Экология
Открытые склоны, уступы скал на высотах 3000—4500 метров над уровнем моря. Выдерживает понижения температуры до −21 °C.

## Ареал
Китай (Тибетский автономный район), Бутан, Северная Индия, Непал, Сикким.

## Эфирное масло
Эфирное масло Рододендрона цветочнобородого содержит более 70 соединений, основными из которых являются альфа-пинен, бета-пинен, лимонен, дельта-кадинен, бета-мирцен, цис-оцимен, мууролен, гамма-терпинен, кариофиллен, аромадендрен, аморфен, гермакрен Д, альфа-копаен, камфен, альфа-туйен.
Эфирное масло этого вида рододендрона обладает противовоспалительными свойствами, которые по степени активности сопоставимы с действием индометацина. Кроме того, эфирное масло рододендрона цветочнобородого угнетало большинство клинических штаммов грибков кандиды в дозах, сопоставимых с референтными противогрибковыми препаратами. Высокая противомикробная активность эфирного масла цветочнобородого рододендрона была выявлена в отношении бактерий туберкулезной палочки Mycobacterium tuberculosis. Значительный противоопухолевый эффект отмечен при 48-часовом воздействии эфирного масла рододендрона цветочнобородого на клетки рака кожи, яичника и колоректального рака и. Традиционно используется для улучшения состояния кожи и волос, для тонизирующего эффекта на нервную систему и для уменьшения мышечных и ревматических болей.

## Естественные разновидности
- Rhododendron anthopogon var. haemonium (Balf. f. & R.E. Cooper) Cowan & Davidian[6]